# Álvaro, Duque de Galliera
Álvaro Antônio Fernando Carlos Filipe (Coburgo, 20 de abril de 1910 – Monte Carlo, 22 de agosto de 1997), foi um príncipe francês da Casa de Orléans e Infante da Espanha, sexto Duque de Galliera, era bisneto da rainha Vitória do Reino Unido, e da rainha Isabel II da Espanha.
Nasceu em Coburgo, Saxe-Coburgo-Gota, Império Alemão. Foi o primeiro filho de Afonso de Orléans, Duque de Galliera e da princesa Beatriz de Saxe-Coburgo-Gota.
Álvaro sucedeu como Duque de Galliera em 14 de julho de 1937. Morreu aos 87 anos em Monte Carlo, sendo o último filho sobrevivente de Afonso e Beatriz, assim como o último neto sobrevivente de Alfredo, Duque de Saxe-Coburgo-Gota e Maria Alexandrovna da Rússia.

## Casamento e descendência
O infante Álvaro casou-se com Carla Parodi-Delfino (1909-2000), filha de Leopoldo Girolamo Parodi-Delfino, senador do Reino da Itália, e Lucia Henny, em 10 de julho de 1937 em Roma, Itália.
Tiveram quatro filhos:
- Geralda de Orléans e Bourbon e Parodi Delfino (1939)
- Alonso de Orléans e Bourbon e Parodi Delfino (1941-1975)
- Beatriz de Orléans e Bourbon e Parodi Delfino (1943)
- Álvaro Jaime de Orléans e Bourbon e Parodi Delfino (1947)

## Títulos e honras

### Títulos
- 20 de abril de 1910 - 22 de agosto de 1997: Sua Alteza Real o Senhor D. Álvaro de Orléans e Bourbon e Saxe-Coburgo-Gota, príncipe da Casa de Orléans.[4][5]

### Honras
- 3 de abril de 1929: Cavaleiro da Ordem de Calatrava.[5]